# Lucio Cornelio Léntulo Lupo
Lucio Cornelio Léntulo Lupo  fue un magistrado romano, hijo del cónsul del año 201 a. C., Cneo Cornelio Léntulo y sobrino del también consular Lucio Cornelio Léntulo.
Fue edil curul en el año 163 a. C., cónsul en 156 a. C. y finalmente ejerció la importante magistratura de censor en 147 a. C. junto a Lucio Marcio Censorino.
En 143 a. C. se convirtió en miembro del colegio de sacerdotes quindecimviri sacris faciundis.
En 125 a. C. fue princeps senatus. Murió poco después.